# Fertigungsleitstand
Ein Fertigungsleitstand ergänzt ein PPS/ERP-System um den Bereich der Fertigungssteuerung. Moderne PPS/ERP-Systeme ermöglichen zwar eine Reihenfolgeplanung je Ressource und bieten teilweise auch Optimierungsmöglichkeiten an. Doch erst durch den Einsatz eines Systems zur Fertigungssteuerung ist es möglich, die Planung bis ins Detail gemäß der tatsächlichen Verfügbarkeit der Ressourcen zu verfeinern. Produktionsprozesse werden somit auch bei Störungen flexibler, schneller und effizienter geführt:
- Deutlich verbesserte Termintreue
- Verkürzen der Durchlaufzeiten
- Reduzieren der Bestände
- Realistische Lieferterminzusagen
- Hohe Transparenz

Ein Fertigungsleitstand bildet die verfügbaren Ressourcen zur Leistungserstellung und deren tatsächliche Belegung ab. Die Darstellung der einzelnen Kostenstellen in Form von Anlagen, Maschinen oder Arbeitsplätzen spiegelt die Aufbaustruktur der Produktion wider.
Dem so dargestellten Kapazitätsangebot wird die in einzelne Prozesse aufgegliederte Kapazitätsnachfrage gegenübergestellt. Reihenfolgen, Auslastung und Einhaltung von Terminen können so auf der Zeitachse geplant und verfolgt werden. Reaktion auf kurzfristige Veränderung der Kapazitäts- oder Auftragsrealität können schnell erfolgen.